# آلان مندوزا
آلان مندوزا (بالإسبانية: Alan Mendoza)‏ (28 سبتمبر 1993 في المكسيك - ) هو لاعب كرة قدم مكسيكي في مركز الدفاع. لعب مع نادي أونيفرسيداد ناسيونال ونادي نيكاكسا وPumas Morelos ‏ وVenados F.C. ‏.

## وصلات خارجية
- آلان مندوزا على موقع قاعدة بيانات كرة القدم.إي يو (الإنجليزية)
- آلان مندوزا على موقع Soccerway.com (الإنجليزية)